# Arachnothryx urophylla
Arachnothryx urophylla är en måreväxtart som först beskrevs av Paul Carpenter Standley och Louis Otho Otto Williams, och fick sitt nu gällande namn av Attila L. Borhidi. Arachnothryx urophylla ingår i släktet Arachnothryx och familjen måreväxter. Inga underarter finns listade i Catalogue of Life.